# Grand foramen ischiatique
Le grand foramen ischiatique est un orifice ostéo-fibreux situé sur la face postéro-latérale du pelvis situé au-dessus du petit foramen ischiatique.

## Description
Le grand foramen ischiatique est limité par :
- la grande incisure ischiatique en avant,
- le ligament sacro-épineux en bas,
- l'articulation sacro-iliaque en haut,
- le ligament sacro-tubéral et le bord latéral du sacrum en dedans.

Il est occupé par le muscle piriforme qui laisse deux passages un supérieur, le foramen suprapiriformis et un inférieur, le foramen infrapiriformis.

### Foramen suprapiriformis
Par le foramen suprapiriformis passent :
- l'artère glutéale supérieure,
- la veine glutéale supérieure,
- le nerf glutéal supérieur.

### Foramen infrapiriformis
Par le foramen infrapiriformis, passent :
- l'artère glutéale inférieure,
- la veine glutéale inférieure,
- le nerf glutéal inférieur,
- le nerf ischiatique,
- l'artère pudendale interne,
- les veines pudendales internes,
- le nerf cutané fémoral postérieur,
- le nerf du muscle obturateur interne,
- le nerf du muscle carré fémoral.